# Laura van den Elzen

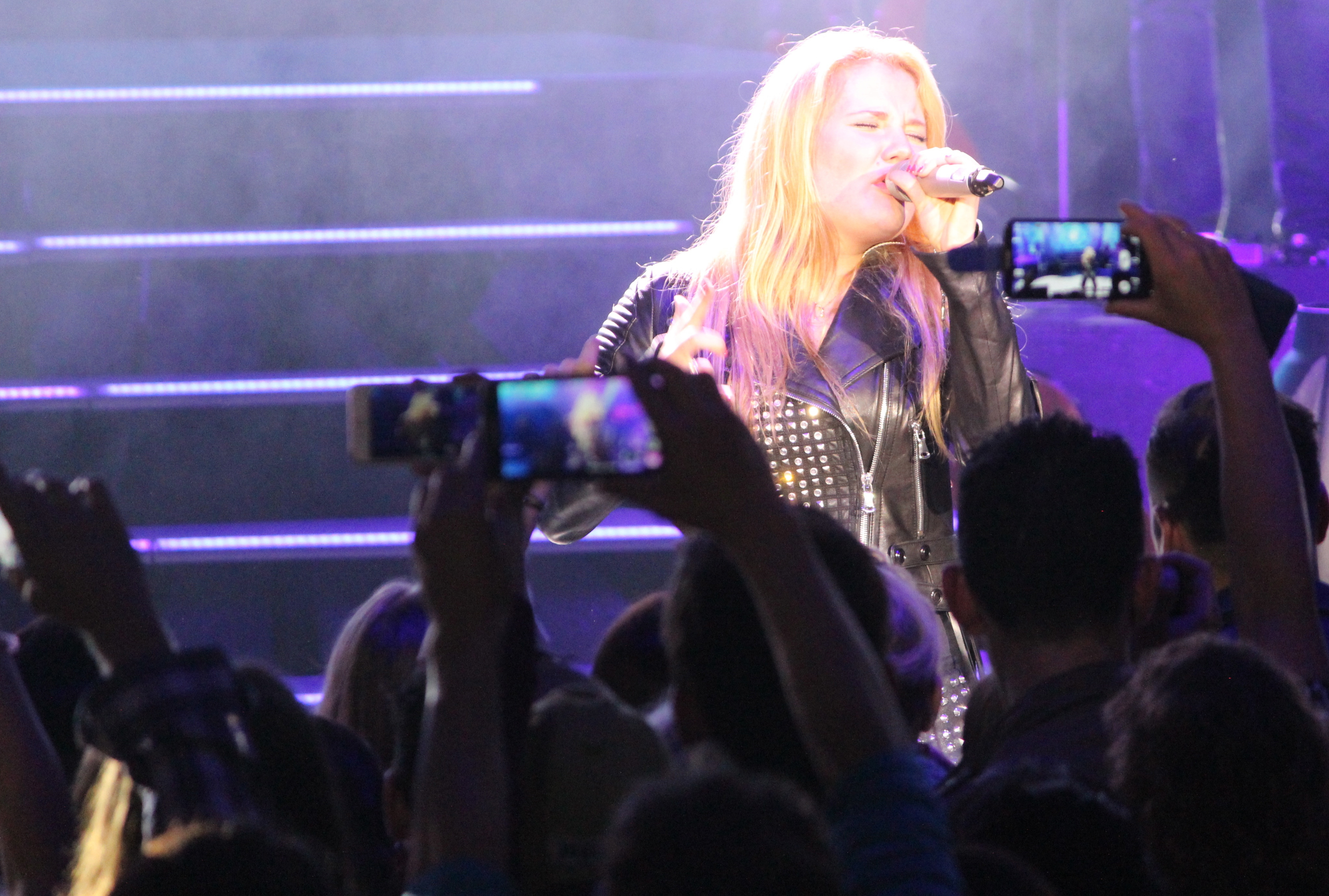
Laura van den Elzen (2016)

Laura van den Elzen (* 16. September 1997 in Gemert) ist eine niederländische Country- und Schlager-Sängerin und Songwriterin.

## Biografie
Laura van den Elzen wurde 1997 in Eindhoven als Tochter von Pedro und Mariska van den Elzen geboren. Ihre drei Jahre jüngere Schwester Amber van den Elzen wurde 2022 Zweitplatzierte bei DSDS.
Erste Bekanntheit erlangte Laura im Alter von zwölf Jahren als Teilnehmerin beim Wettbewerb My Name Is … des niederländischen und belgischen Fernsehens. Hier kam sie zur Country-Musik. 2015 hatte sie Auftritte auf verschiedenen Country-Festivals in ganz Europa. 2016 erreichte sie das Finale bei der 13. Staffel der Castingshow Deutschland sucht den Superstar und wurde Zweitplatzierte. Nach der Show folgten Auftritte in ihrer Heimat, und europäische Festival-Veranstalter wurden auf sie aufmerksam. 2015 gewann sie einen Preis der Dutch Country Music Association in der Kategorie „Most Promising Act“.
Sie veröffentlichte mehrere Coverversionen von Songs bekannter Künstler wie Cyndi Lauper, Miley Cyrus oder Chi Coltrane und Dolly Parton, zwischenzeitlich auch eigene Songs und zwei Alben. Seit Ende 2016 bildet sie mit Mark Hoffmann, dem Sechstplatzierten aus der 13. DSDS-Staffel, ein Duo. Mit ihm gewann sie 2017 mit der Country-Ballade How Could I den „Austrian Country Award“ in der Kategorie „The Best Song of the Year“. 2016/2017 sangen die beiden den offiziellen Eröffnungssong für die Vierschanzentournee.
Seit 2018 singt das Duo eine Mischung aus Country, deutschem Pop und Schlager und veröffentlichte den Song Flug zu den Sternen. Innerhalb von einigen Monaten hatten sie mit der Single über 100.000 Streams bei Spotify. Sie traten mit dem Stück in Shows wie ZDF-Fernsehgarten, MDR Musik für Sie und rbb Sommergarten auf.

## Diskografie

### Studioalben
- 2014: Time After Time (solo)
- 2015: Shine (solo)
- 2017: Wenn es brennt (Laura & Mark)
- 2018: The Best of Laura & Mark (Laura & Mark)

### Singles
| Jahr | Titel Album  | Höchstplatzierung, Gesamtwochen, AuszeichnungChartplatzierungen (Jahr, Titel, Album, Platzierungen, Wochen, Auszeichnungen, Anmerkungen) | Höchstplatzierung, Gesamtwochen, AuszeichnungChartplatzierungen (Jahr, Titel, Album, Platzierungen, Wochen, Auszeichnungen, Anmerkungen) | Höchstplatzierung, Gesamtwochen, AuszeichnungChartplatzierungen (Jahr, Titel, Album, Platzierungen, Wochen, Auszeichnungen, Anmerkungen) | Anmerkungen                       |
| Jahr | Titel Album  | DE | AT | CH | Anmerkungen                       |
| ---- | ------------ | --- | --- | --- | --------------------------------- |
| 2016 | Glücksmoment | DE37 (1 Wo.)DE | AT43 (1 Wo.)AT | — | Erstveröffentlichung: 7. Mai 2016 |

Weitere Veröffentlichungen
- 2011: The Climb
- 2012: Girls Just Wanna Have Fun
- 2012: Go like Elijah
- 2012: Give Me Hope
- 2014: Lost
- 2014: Glass
- 2014: Jolene
- 2014: All of Me
- 2014: The Climb
- 2014: Time After Time
- 2015: Shine
- 2016: Wenn es brennt / When It Burns – Laura van den Elzen, Mark Hoffmann (Musik/Text: Ansgar Huppertz)
- 2017: How Could I – Laura van den Elzen, Mark Hoffmann
- 2018: Flug zu den Sternen – Laura van den Elzen, Mark Hoffmann
- 2020: Ohne Dich
- 2020: Regenbogenfarben
- 2020: Venedig
- 2020: Egal
- 2020: Liebe lohnt sich
- 2020: Phänomenal
- 2020: Unsere Helden
- 2020: Warum hast du nicht nein gesagt
- 2020: Bonnie & Clyde
- 2020: Du hast mich tausendmal belogen
- 2020: Jenseits von Eden
- 2020: Wie schön
- 2020: Einen Stern
- 2020: Mein Herz
- 2020: Halt dich an mir fest
- 2020: Amoi seg’ma uns wieder
- 2021: Nessaja (ich wollte nie Erwachsen sein)
- 2021: Verdammt, ich lieb dich
- 2021: Liebe in der Luft